# Jan Olsson (ämbetsman)
Jan Roland Olsson, född 1960, är en svensk ämbetsman. Han tjänstgjorde på Utrikesdepartementet 1994–2002, bland annat som ambassadråd i Bryssel med ansvar för Mertensgruppen 1997–2002. Därefter var han departementsråd och enhetschef på Näringsdepartementets Sekretariat för EU och internationell samordning 2002–2007 samt kanslichef på Riksdagens EU-nämnd 2007–2009. Mellan 2009 och 2014 var Olsson ambassadör, biträdande chef på Sveriges ständiga representation vid Europeiska unionen och svensk representant i Ständiga representanternas kommitté (Coreper I). I september 2014 utnämndes Olsson till miljöambassadör.